# Confident (пісня Джастіна Бібера)
«Confident» (укр. Впевнена) — пісня канадського співака Джастіна Бібера за участі американського виконавця Chance the Rapper, з другого компіляційного альбому Бібера Journals (2013). Написана Бібером спільно із Кеннетом Кобі, Морісом «Verse» Сіммондсом, Ченселором Беннеттом та спродюсована Soundz. «Confident» випущена як сингл 9 грудня 2013, лейблом Island Records, Пісня стала десятим та останнім треком із серії Бібера «Музичні понеділки», під час якої він випускав новий сингл щопонеділка протягом 10 тижнів, із 7 жовтня до 9 грудня 2013 року.
«Confident» отримав позитивні відгуки музичних критиків, які назвали його родзинкою альбому. Комерційно це був провал, оскільки сингл дебютував та піднявся до 41 сходинки чарту у США, залишаючись у чарті лише тиждень, та досяг 40 позиції у чарті Канаді, де протримався лише 2 тижні. Закордоном пісня показала найкращі результати у Бельгії і Данії, посівши восьму та першу сходинку відповідно. Музичне відео до «Confident» режисера Коліна Тіллі зображує співака, що добивається дівчини, яка йому подобається, поки вони не поцілуються у кінці кліпу. Chance The Rapper виступив із Бібером на Фестивалі музики та мистецтв в долині Коачелла, де разом виконали «Confident» у 2014 році.

## Створення
3 жовтня 2013 року Бібер оголосив, що випускатиме одну нову пісню щопонеділка протягом десяти тижнів в рамках кампанії під назвою «Музичні понеділки», що закінчиться виходом його концертного фільму Джастін Бібер. Повірте, який вийде лімітованим накладом напередодні Різдва 2013 року. Перша пісня, випущена Бібером 7 жовтня 2013 року, була «Heartbreaker», а остання, «Confident», вийшла 9 грудня. Того ж дня Бібер повідомив, що десять синглів «Музичних понеділків» будуть доповнені ще п'ятьма новими піснями у збірці під назвою Complete My Journals. Хоча альбом спочатку мав вийти 16 грудня 2013 року, дату випуску було перенесено на тиждень — до 23 грудня, оскільки Бібер планував включити ще одну пісню до компіляції. Хоча це не відображено у самому альбомі, бонусна доріжка «Flatline» доступна для безкоштовного завантаження в iTunes Store. Journals стали доступними у iTunes 2 січня 2014 року, а всі шістнадцять пісень стали доступні для придбання окремо після релізу альбому.

## Композиція
«Confident» — це пісня, що поєднує елементи хіп-хопу та регі, та вокал американського співака Chance the Rapper. Лірично, пісня відрізняється від його попередніх треків «Музичних понеділків» і зосереджується на новій дівчині, що подобається головному герою. За словами Бена Рейнера з Toronto Star, пісня була «сексуальним імпульсом» в альбомі.

## Реакція критиків
Джейсон Ліпшац з Billboard назвав «Confident» найсильнішим треком із серії «Музичних понеділків». Гленн Гамбоа з Newsday також похвалив трек, заявивши, що він показав, що співак переходить у «хіп-хоп із чарівним, незабутнім грувом та першокласною допомогою від Chance the Rapper. Це знак того, що Бібер проходить через нинішню боротьбу до ще більшого успіху». Алекс Гріффін з вебсайту Mad Good Music дав подібну оцінку пісні.

## Музичне відео
Музичне відео на пісню було знято 18 грудня 2013 року режисером Коліном Тіллі. Відео було випущене 29 січня 2014 року. Раніше він опублікував дві фотографії зі зйомок кліпу у Instagram в грудні. У відео Бібер намагається спокусити молоду дівчину, яку зіграв Кайлін Руссо, на АЗС, але він неправильно намагається завоювати її прихильність за допомогою неефективного набору жартів. Хоча він, безумовно, викликає у неї інтерес, вона каже, що йому потрібно «постаратися більше», щоб отримати її. Бібер ghbcdzxe' більшу частину відео ]q, співаючи та танцюючи про те, як вона йому подобається. Бібер танцює також у супроводі інших танцюристів. У кінці відео Бібер таки добився уваги Руссо і вони обіймають один одного. Після цього співак дивує дівчину чуттєвим поцілунком; потім він запитує її: «Чи можеш мені дати свій номер?» перед тим, як вони знову поцілувалися наприкінці біля джипу Wrangler.
Відео отримало позитивні відгуки. Емілі Лонжеретта з Hollywood Life прокоментувала: «Ми знали, що Джастін гарненький, але цього разу він був на абсолютно новому рівні!» Кріс Мартінс зі Spin заявив, що відео було цікавим. Оглядач Stereogum Тон Брейган зауважив, що автор віддає шану музичному відео Майкла Джексона на пісню «The Way You Make Me Feel» (1987).

## Виконання наживо
13 квітня 2014 року Chance The Rapper запросив Бібера під час свого виступу на Фестивалі музики та мистецтв в долині Коачелла, де вони разом виконали «Confident».

## Треклист
| Digital download | Digital download                          | Digital download |
| #                | Назва                                     | Тривалість       |
| ---------------- | ----------------------------------------- | ---------------- |
| 1.               | «Confident» (за участі Chance the Rapper) | 4:08             |

## Чарти
| Чарт(2013-14)                             | Найвища позиція |
| ----------------------------------------- | --------------- |
| Австрія (Ö3 Austria Top 75)               | 48              |
| Бельгія (Ultratop Flanders)               | 34              |
| Belgium (Ultratop Flanders Urban)         | 8               |
| Бельгія (Ultratop Wallonia)               | 34              |
| Канада (Canadian Hot 100)                 | 29              |
| Данія (Tracklisten)                       | 1               |
| Франція (SNEP)                            | 88              |
| Німеччина (Official German Charts)        | 61              |
| Ірландія (IRMA)                           | 29              |
| Нідерланди (Mega Single Top 100)          | 23              |
| Іспанія (PROMUSICAE)                      | 30              |
| Швейцарія (Media Control AG)              | 37              |
| Велика Британія (Official Charts Company) | 33              |
| Велика Британія (UK R&B Chart)            | 4               |
| США (Billboard Hot 100)                   | 41              |
| США (Hot R&B/Hip-Hop Songs) (Billboard)   | 13              |

| Чарт (2014)                             | Поизція |
| --------------------------------------- | ------- |
| США (Hot R&B/Hip-Hop Songs) (Billboard) | 85      |

## Сертифікації
| Регіон | Сертифікація | Продажі   |
| --- | ------------ | --------- |
| США (RIAA) | Платиновий   | 1 000 000 |
| *продажі, що базуються лише на сертифікаціях · ^відвантаження, що базуються лише на сертифікаціях · продажі+прослуховування, що базуються лише на сертифікаціях |              |           |